# 6087 Lupo
6087 Lupo è un asteroide della fascia principale. Scoperto nel 1988, presenta un'orbita caratterizzata da un semiasse maggiore pari a 1,9300179 UA e da un'eccentricità di 0,0761199, inclinata di 22,61462° rispetto all'eclittica.